# Alpenmatten-Perlmuttfalter
Der Alpenmatten-Perlmuttfalter (Boloria pales) oder Hochalpen-Perlmuttfalter ist ein europäischer Hochgebirgs-Schmetterling (Tagfalter) aus der Familie der Edelfalter (Nymphalidae). Das Artepitheton leitet sich von Pales, einer Gottheit der Hirten aus der römischen Mythologie ab.

## Merkmale

### Falter
Die Flügeloberseiten der Falter, die eine Spannweite von etwa 25 bis 30 Millimetern und relativ schmale Vorderflügel haben, leuchtet in der Regel orange-braun und ist von einer feinen, schwarzen, aus Punkten und Linien bestehenden  Zeichnung durchzogen. Seltener kommen auch leicht verdunkelte oder stark melanistische Falter vor. Charakteristisch ist die kräftig rostrot gefärbte Hinterflügelunterseite, die bei dieser Art sehr kräftig ausfällt und nur von wenigen unregelmäßigen gelblichen Zeichnungselementen unterbrochen wird.

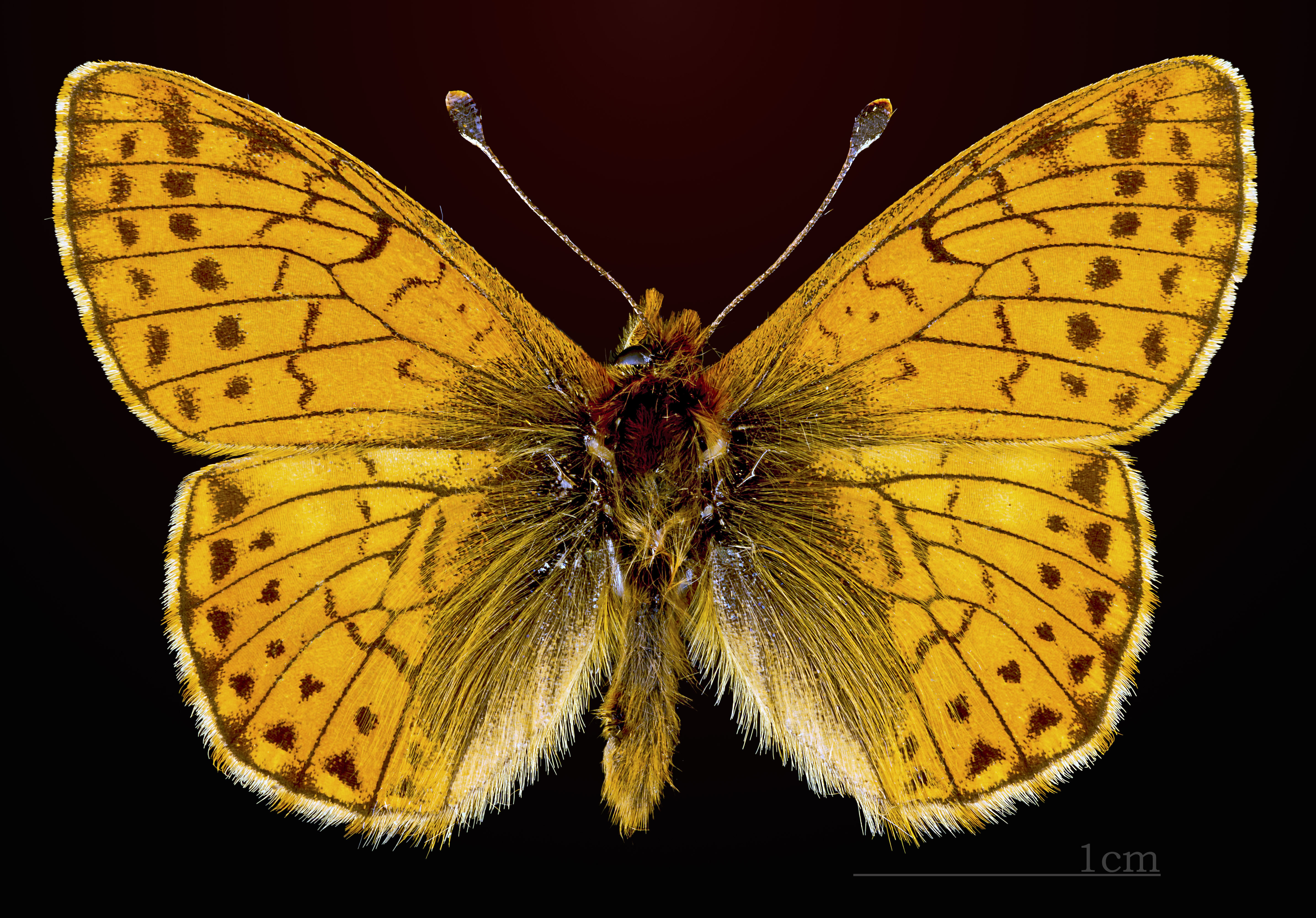
Boloria pales pales
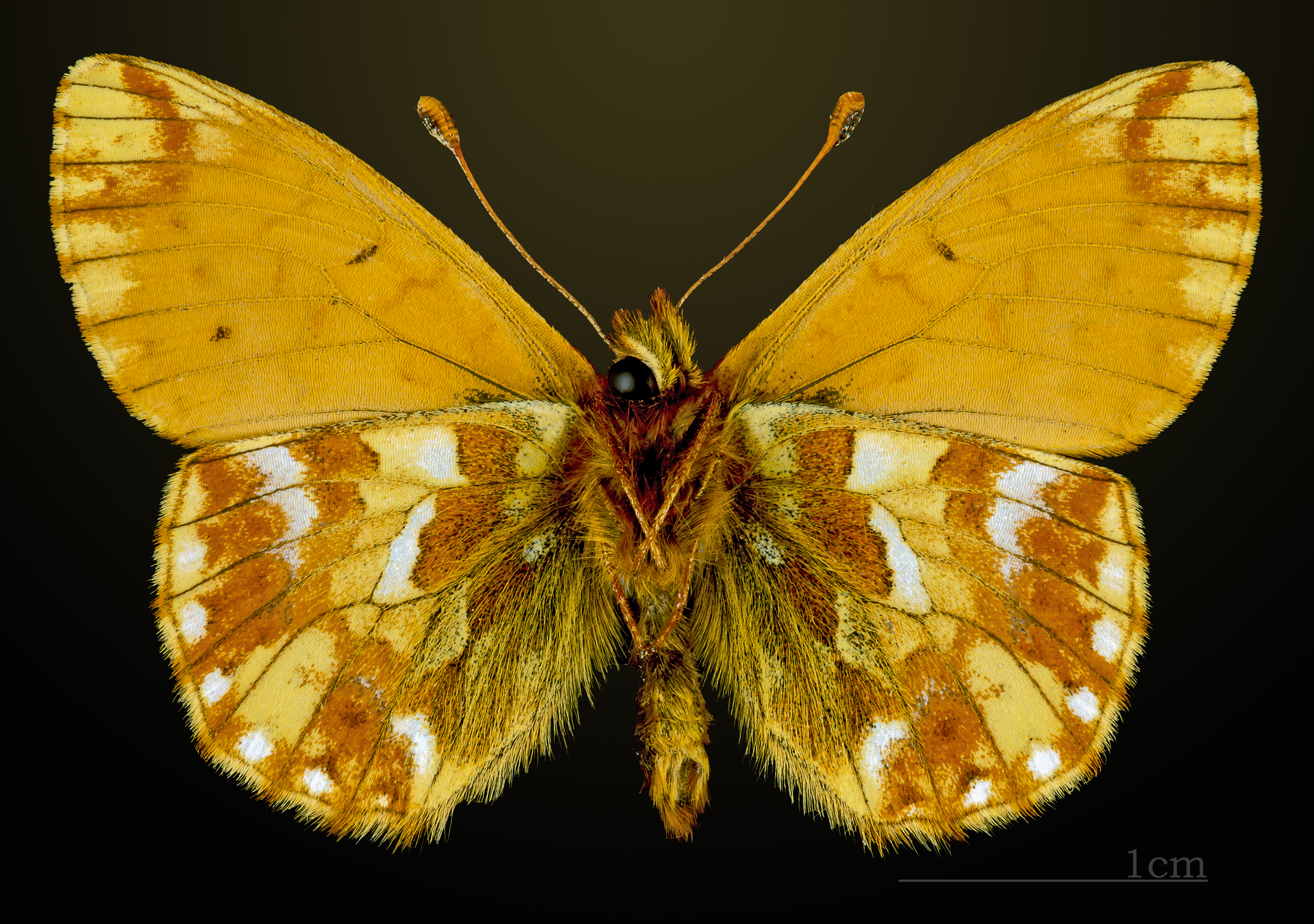
△ Boloria pales pales
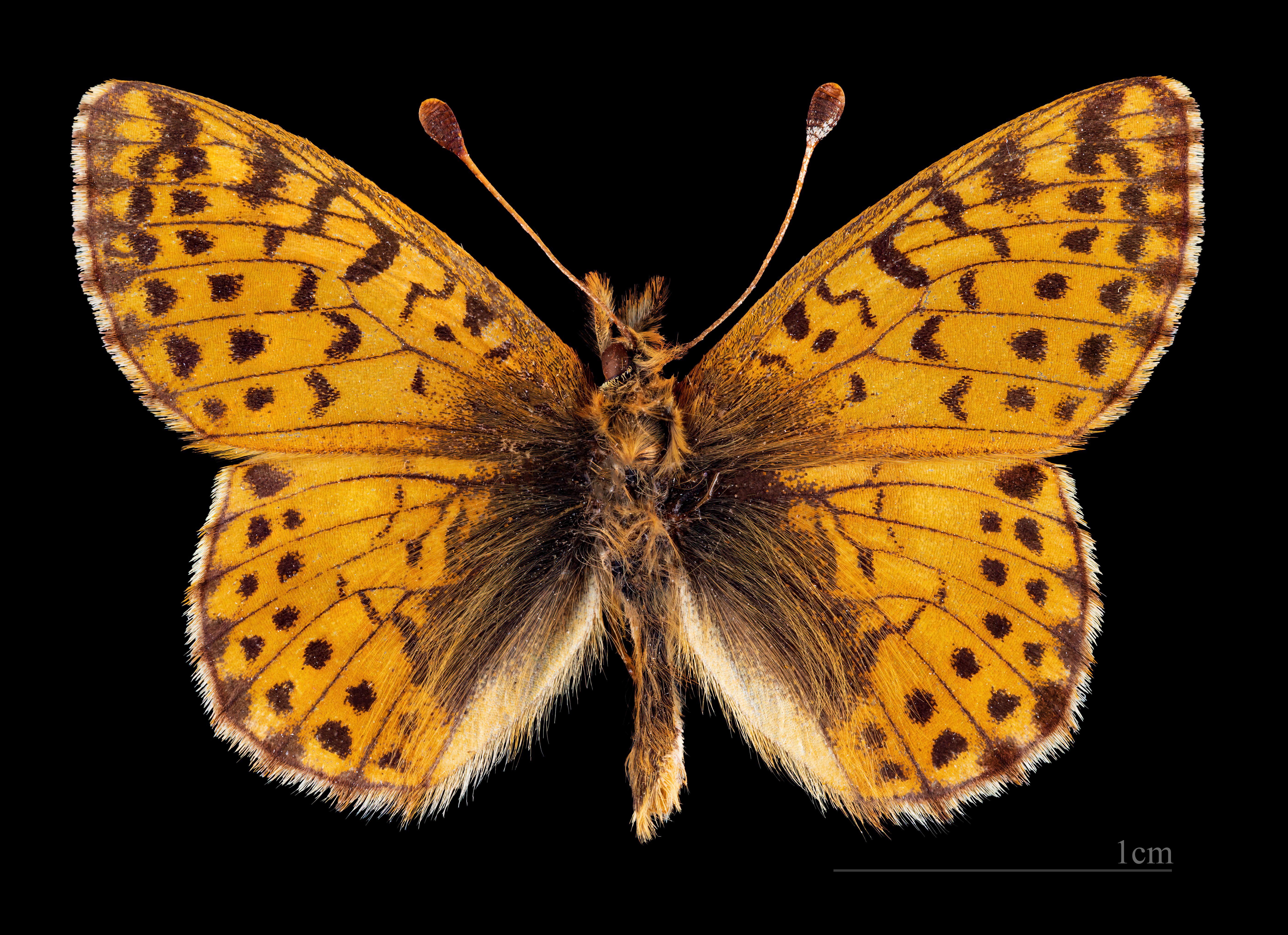
Boloria pales palustris
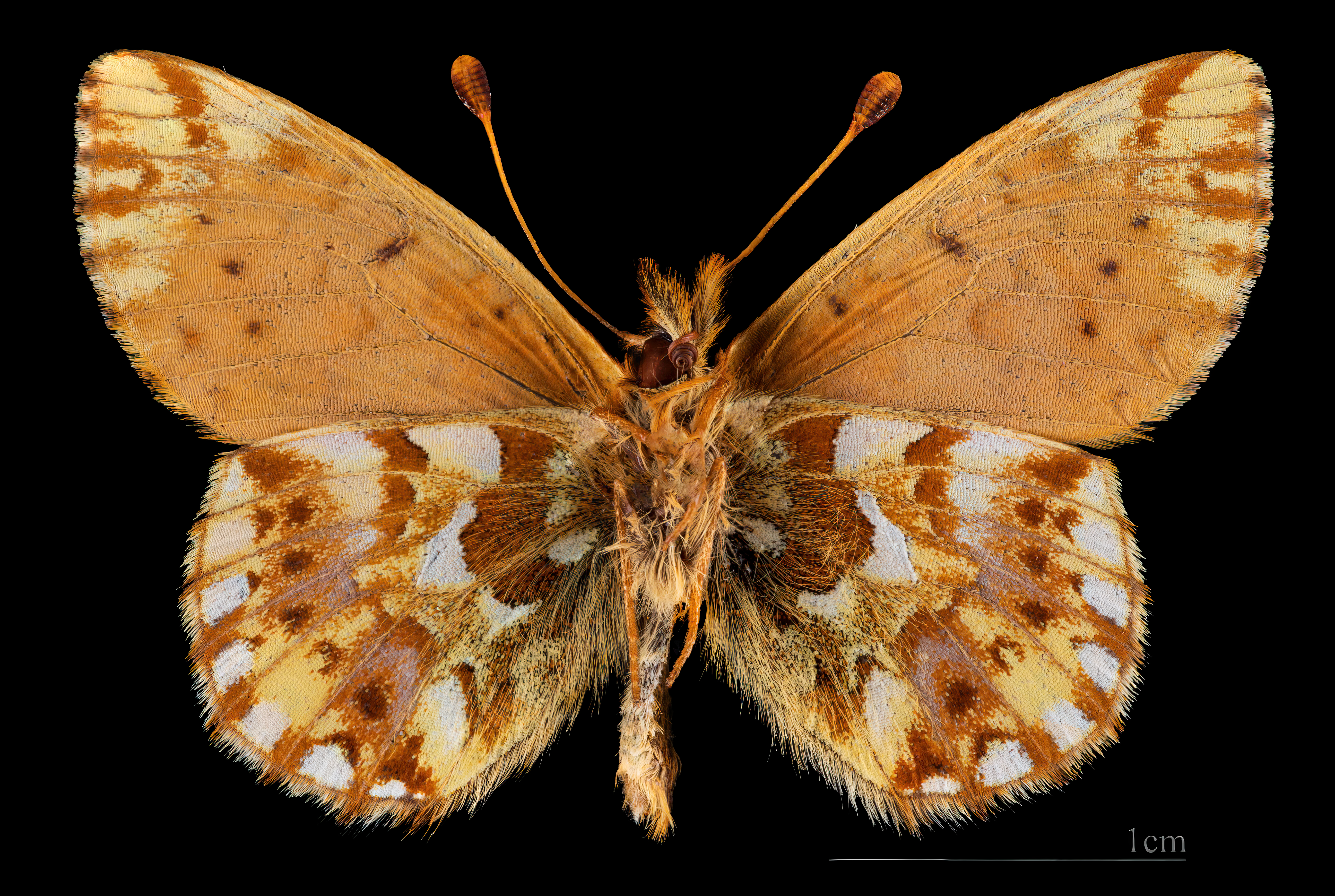
△  Boloria pales palustris
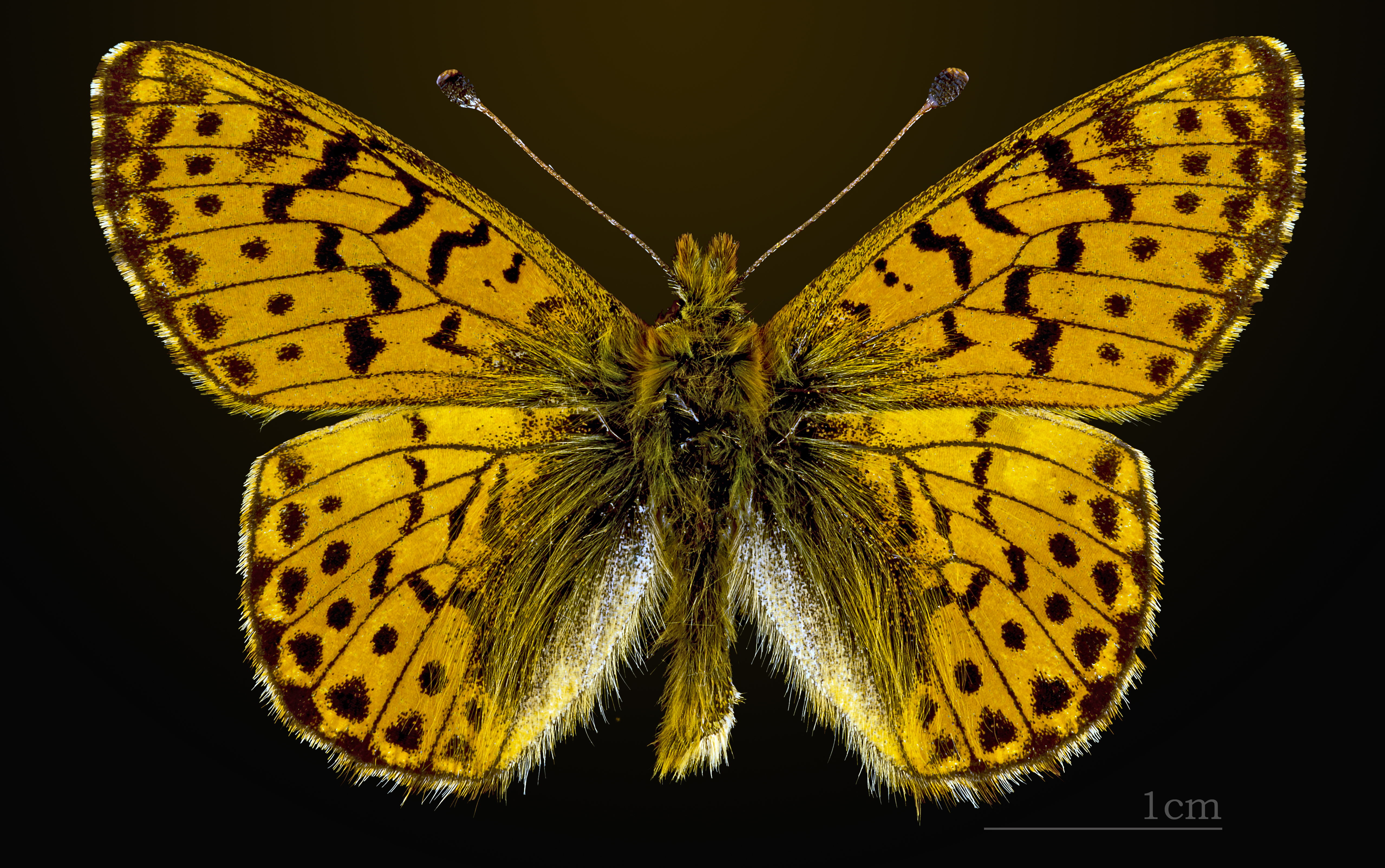
Boloria pales pyrenesmiscens
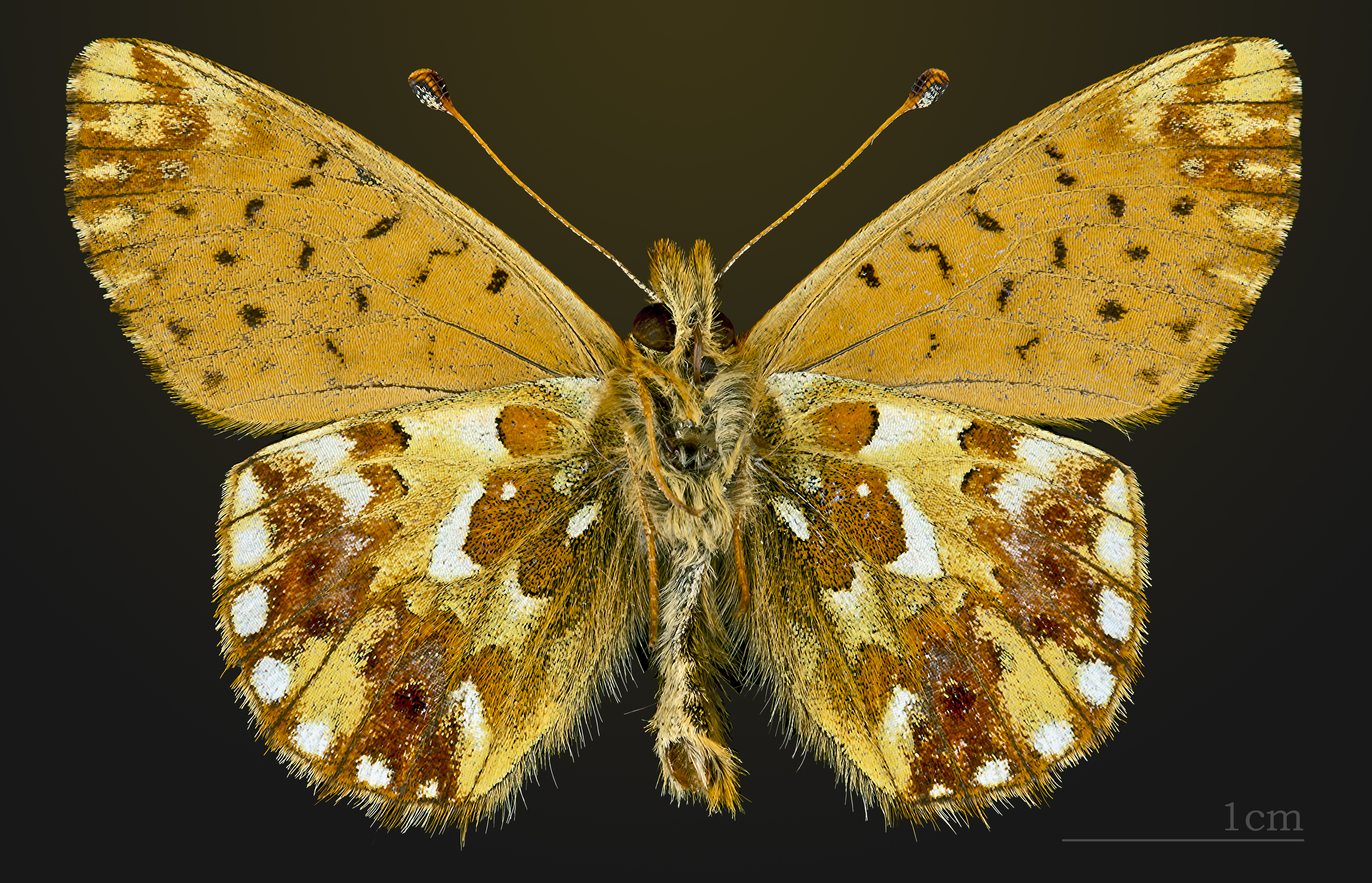
△  Boloria pales pyrenesmiscens

### Ei, Raupe, Puppe
Das Ei hat eine kegelähnliche Form, ist stark gerippt und schimmert hell rosa. Die Raupen sind schwarzbraun gefärbt, haben eine gelbliche, braun unterbrochene Rückenlinie sowie schwarze, gelb eingefasste Fleckenreihen und kurze gelbweiße Borsten. Die Puppe hat eine braungraue Farbe mit einer dunklen Zeichnung und eine gedrungene Form.

### Ähnliche Arten
Der Alpenmatten-Perlmuttfalter ähnelt einigen anderen Perlmuttfalterarten, insbesondere den folgenden:
- Ähnlicher Perlmuttfalter (Boloria napaea). Die Männchen sind etwas größer, während die ebenfalls größeren Weibchen wegen ihrer oftmals violettbraunen oder grünbraunen Oberseitenfärbung gut zu unterscheiden sind und eine mehr gelbgrün gefärbte Hinterflügelunterseite zeigen.
- Boloria graeca ist eine etwas größere Art, deren Hinterflügelunterseite heller und mehr gelblich ist.
- Hochmoor-Perlmuttfalter (Boloria aquilonaris). Die Falter sind breitflügeliger mit runderen Hinterflügeln. Die schwarze Zeichnung ist etwas markanter und kräftiger.
- Natternwurz-Perlmuttfalter (Boloria titania). Die Zeichnung auf der Vorderseite ist markanter und etwas dunkler, die Unterseite der Hinterflügel kräftiger rostrot gefärbt.
- Alpen-Perlmuttfalter (Boloria thore). Die Art hat wesentlich dunklere, ineinander verschmelzende Zeichnungselemente auf den Flügelvorderseiten.
- Magerrasen-Perlmuttfalter (Boloria dia). Die Falter sind meist kleiner sowie kräftiger gezeichnet.
- Mädesüß-Perlmuttfalter (Brenthis ino). Die Falter sind größer, haben auffallend gerundete Flügel und eine blassere, weniger ausgeprägte Rotzeichnung auf der Hinterflügelrückseite.

Um bei der Bestimmung dennoch ganz sicherzugehen, sollten Spezialisten zu Rate gezogen werden.

## Verbreitung und Lebensraum

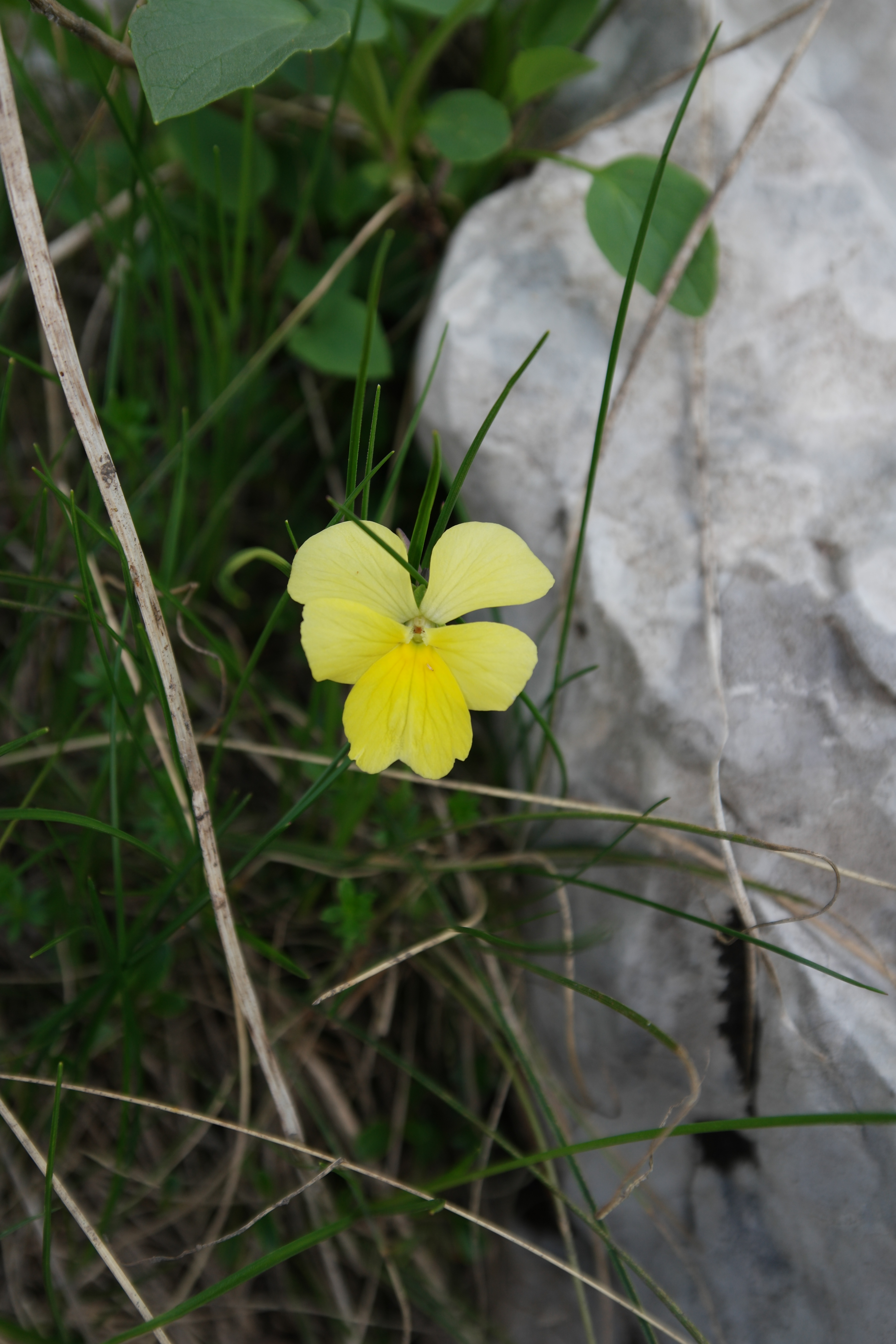
Futterpflanze der Larven ist überwiegend das Langspornige-Veilchen

Das Vorkommen der Art erstreckt sich in den europäischen temperaten Hochgebirgen vom Kantabrischen Gebirge und den Pyrenäen über die Alpen sowie dem Apennin südostwärts zu den Hochdinariden, dem Šar Planina und Korab-Gebirge, dem Rila und Pirin sowie den Süd-Karpaten, dem Kaukasus und Mittelasien bis nach Westchina. Sie ist in Höhen zwischen 1500 und 3000 Metern auf Almwiesen anzutreffen.

## Lebensweise
Die Falter leben in einer Generation von Ende Juni bis August. Sie fliegen in schwirrendem Flug über blumenreichen Hochgebirgswiesen dicht am Boden. Die Raupen leben polyphag an niedrigen Pflanzen der Gattungen Viola, Polygonum und Plantago, bevorzugen aber Veilchenarten (Viola) und überwintern. In den Alpen ist ausschließlich das Langsporn-Veilchen (Viola calcarata) Nahrungspflanze der Larven. Sie verpuppen sich an oder unter Steinen.

## Gefährdung
Die Art kommt in Deutschland nur in den bayerischen Alpen vor, kann an einzelnen Stellen durchaus zahlreich sein und wird auf der Roten Liste gefährdeter Arten in Kategorie R (Art mit geographischer Restriktion) geführt.